# Costești (Argeș)
Costești ([kosˈteʃtʲ]) es una ciudad del distrito de Argeș en Rumania.

## Geografía
Se encuentra a una altitud de 231 m s. n. m. a 128 km de la capital, Bucarest.

## Demografía
Según estimación 2012 contaba con una población de 10 530 habitantes.
| 1948 | 1956 | 1966 | 1977   | 1992   | 2002   | 2012   |
| s/d  | s/d  | s/d  | 10 471 | 12 040 | 10 868 | 10 530 |